# پرده‌خانه
پرده‌خانه نمایشنامهٔ بلندی از بهرام بیضایی است از سالِ ۱۳۶۳.

## متن
این نمایشنامه در مهر ماه ۱۳۶۳ نوشته شد و تابستانِ ۱۳۷۲ در انتشارات روشنگران در تهران با عکس نگارهٔ بازی‌خانهٔ زنان در پرده‌خانهٔ سلطان حسین بایقرا کارِ کمال‌الدّین بهزاد بر جلد به چاپ رسید. حروفی چون ڤ، علاوه بر حروفِ الفبای فارسیِ وقت، در نگارشِ این نمایشنامه به کار رفته است.

## داستان
نمایش در بازی‌خانهٔ حرمِ یک سلطان – که از جنگی بازگشته که به صلح انجامیده – می‌گذرد:

### خلاصه
در بازی‌خانهٔ حرم‌سرای سلطنتی شماری از زنان، از مذاهب و نژادهای گوناگون، بازیگری می‌کنند. یکی را به خون‌بها به دربار آورده‌اند، دیگری را پس از غارت و تخته‌قاپو کردنِ ایلی به اسارت گرفته‌اند و دیگری وزیرزاده‌ای است که، برای استوار ساختن موقعیت خاندان وزارت، به اجبار به عقد سلطان درآمده است. در این میان، گلتن، که مربّیِ زنان است، فرزند مادری اسیر است که از شش‌سالگی در حرم‌سرایِ سلطنتی زیسته و پس از مادر به عقد سلطان درآمده است. او که وصف دنیا را تنها از زبانِ کتاب‌ها شنیده، پیوسته آرزوی رهایی در سر می‌پرورد. زنان در چنبرهٔ خواجگانِ دربار اسیرند و هر روز فاجعه‌ای را انتظار می‌کشند. در این میان، خبر می‌رسد عروسی تازه در راهِ حرم‌خانهٔ شاهی است، و برادر و پدر و نامزدش (ریکا جان) که کمین کرده‌اند تا با قتلِ سلطان عروس را برهانند، به مرگ محکوم شده‌اند. زنان از سرِ شوخی از سلطان می‌خواهند تا قتل آن سه خونی را به آنان وانهد. سلطان می‌پذیرد و زنان در حلقهٔ غلامان و خواجگان دربار، سه مرد را در برابرِ چشمانِ عروس (نوسال) می‌کشند. نوسال خنجر آنان را می‌گیرد و در قلب ریکاجان فرو می‌برد تا بیش از این شاهد درد کشیدنش نباشد. در این میان، تنها دامنِ گلتن، که زنی باسواد و کاردان و آگاه است، از جنایت زنان پاک می‌ماند. او پس از این که صدگیس ـ از زنان بازی‌خانه ـ را به عنوان پیشکش ملوکانه به غانم خان ــ دشمن دیروز و چاکر امروز سلطان ـ می‌بخشند، رازِ نامه‌ای را، که به مُهر سلطنتی تأیید شده است، برای زنان افشا می‌کند. در این نامه سلطان به غلامان فرمان داده تا پس از مرگ او همهٔ زنان و فرزندانِ دختر را از دمِ تیغ بگذرانند و فرزندانِ پسر را بر مرکبی سوار کنند و بگریزانند. زنان به تکاپو می‌افتند و گلتن رهبری آنان را به دست می‌گیرد. سلطان، به پیشنهادِ حکمای دربار، قرار است در ساعتی سعد، که چهاردهمِ ماه تشخیص داده شده، با نوسال ازدواج کند. دخترک را به گلتن سپرده‌اند تا آداب بیاموزد؛ و گلتن از نوسال می‌خواهد تا در شبِ عروسی خنجری با خود ببرد و سلطان را به قتل برساند. این خنجر را گلتن در شب عروسی خود دزدیده بوده است تا در چنین روزی به کارش گیرد. نوسال از اجرای خواستهٔ او سر بازمی‌زند و هرچه گلتن می‌کوشد تا با دستاویز قرار دادنِ قتل فجیعِ بستگانِ نوسال او را به همکاری وادارد، نمی‌تواند. او هر روز به آموزش نوسال می‌پردازد و می‌کوشد تا از او شخصیتی همچون خود بسازد. در این فاصله، سوگل را به اتهام این که معشوق دوران گذشته‌اش را در جامهٔ زنانه به حرم‌سرا آورده است می‌کشند و خواجه کافور را به جرم همدستی با او پوست می‌کَنَند. شادی را نیز به جرمِ «نه» گفتنی به سلطان، به تون حمام می‌اندازند و امر می‌کنند که زنان خود را در آبی که با سوختنِ پیکر شادی گرم شده است بشویند. در این میان سلطان از زنان بازی‌خانه می‌خواهد تا «فتح» او را به نمایش درآورند. او بیهنگام به مجلسِ تمرینِ زنان می‌رود و با دیدن نوسال، تصمیم می‌گیرد مراسم عروسی را زودتر برگزار کند. زنان به تکاپو می‌افتند و گلتن که تنها به رهایی می‌اندیشد، بیش از دیگران در جوش و خروش است. عروس را، با تهدید به قتل در سحرگاهِ عروسی، به اتاقِ مشّاطه می‌برند. سلطان با گلتن دردِ دل می‌گوید و از زنی که ریش به صورت خود بسته بوده و بر سر راه سلطان نشسته و او را از مرگ به دست زنی بیدخت‌نام، که یک سر و چند پیکر دارد، بیم داده است، سخن می‌گوید. گلتن از او می‌خواهد برای آزمودن زنان حرم‌سرا، خود را به مردن بزند و واکنش زنان را با فرستادن کوتوله‌ها به میان آنان بررسی کند. سلطان می‌پذیرد، اما این بسترِ نمایشیِ مرگ، براستی بستر مرگِ او می‌شود؛ زنان بر او می‌تازند و وی را به زخم خنجر می‌کشند. پس از افشای رازِ نامهٔ سلطان، گلتن از خدمهٔ دربار می‌خواهد تا در همه جا آوازه بیفکنند که سلطان به مرگ طبیعی مرده است. اما برای این که اثرِ زخم‌های تنش را نیز توجیه کند، امر می‌کند تا خدمه در ادامه بگویند زخم‌هایی که سلطان در میدان نبرد به دیگران زده است، در بستر مرگ سر باز کرده‌اند. سپس زنان، با استفاده از مُهرِ سلطنتی، دروازه‌ها را می‌گشایند و گلتن می‌تواند – هرچند با تردید – به آن سوی دیوارها گام بگذارد: «آن سوی دیوار جاده‌ایست؛ حتی اگر شب باشد.»

## نمایش
بیضایی این نمایشنامه را به نمایش درنیاوره است. از نمایش‌های دیگرش:
- تابستانِ ۱۳۹۷ در تالار مولوی به کارگردانیِ شیما اسدی
- پاییز و زمستانِ ۱۴۰۱ در پردیس تئاتر شهرزاد به کارگردانی گلاب آدینه و بازیگرانی همچون نورا هاشمی و سعید چنگیزیان.[۷]

## به زبان‌های دیگر
مارک اسموژینسکی ترجمه‌ای لهستانی از این نمایشنامه دارد.